# Стинг
Вижте пояснителната страница за други личности с името Стинг.
Гордън Матю Томас Съмнър (на английски: Gordon Matthew Thomas Sumner), известен като Стинг (на английски: Sting), е английски музикант и актьор. Той е автор на песните, вокалист и басист на ню уейв групата „Полис“ от 1977 до разпадането ѝ през 1986 г. Започва солова кариера през 1985 г. и включва в музиката си елементи от рок, джаз, реге, класика, ню ейдж и уърлд бийт.
Като соло музикант и член на Полис е удостоен с 17 награди „Грами“ (вкл.  Песен на годината за "Every Breath You Take"), три награди „Брит“ (вкл. за най-добър британски изпълнител през 1994 г. и за изключителен принос през 2002 г.), „Златен глобус“, „Еми“ и четири номинации за „Оскар“ за най-добра оригинална песен. През 2019 г. получава наградата BMI за „Every Breath You Take“, като песента става най-пусканата песен в историята на радиото. През 2002 г. получава наградата „Айвър Новело“ за цялостно творчество от Британската академия на текстописците, композиторите и авторите и също така е включен в Залата на славата на авторите на песни. Включен е и в Залата на славата на рокендрола като член на Полис през 2003 г. През 2000 г. получава звезда на Холивудската алея на славата за запис. През 2003 г. в Бъкингамския дворец получава Ордена на Британската империя от кралица Елизабет II за заслуги в областта на музиката. През 2014 г. става почетен член на Кенеди център в Белия дом за приноса си към американската култура и е удостоен с музикалната награда „Полар“]] през 2017 г. През май 2023 г. става стипендиант на Айвър Новело.
С Полис Стинг става един от най-продаваните музикални изпълнители в света. Соло и заедно с групата той продава над 100 милиона записа. През 2006 г. американското списание „Пейст“ го класира на 62-ро място от 100-те най-добри живи автори на песни. Той е 63-ти от 100-те най-велики рок изпълнители на Ви Ейч Уан и 80-ти от 100-те най-велики музикални звезди на 20 век на британското списание Q.
Сътрудничи си с други музиканти в песни като "Money for Nothing" с Дайър Стрейтс, "Rise & Fall" с Крейг Дейвид, "All for Love" с Брайън Адамс и Род Стюарт, "You Will Be My Ain True Love" с Алисън Краус и представя северноафриканския музикален жанр раи на западната публика чрез хитовата песен "Desert Rose" с Чеб Мами. През 2018 г. издава албума 44/876 в сътрудничество с ямайския музикант Шаги, който печели наградата „Грами“ за най-добър реге албум през 2019 г.

## Биография
Стинг е роден на 2 октомври 1951 г. в болницата „Сър Г. Б. Хънтър Мемориал“ в град Уолсенд, Нортъмбърланд, Англия, като най-голямото от четирите деца на Одри Кауел – фризьорка и Ърнест Матю Съмнър – млекар и инженер. Израства близо до корабостроителниците на Уолсенд, които го впечатляват. Помага на баща си да разнася мляко и към 10-годишна възраст е „обсебен“ от стара испанска китара, оставена от приятел на баща му.
Учи в гимназията „Сейнт Кътбърт“ в град Нюкасъл ъпон Тайн. Ходи в нощни клубове като Клуб А'Гого, за да види Крийм и Манфред Ман, които повлияват на музиката му. След като напуска училище през 1969 г., се записва в Университета на Уоруик в Ковънтри, но напуска след семестър. След като работи като автобусен кондуктор, строителен работник и данъчен служител, той посещава Педагогическия колеж на Северните графства (сега Университет Нортумбрия) от 1971 до 1974 г. и се квалифицира като учител. Преподава в Първо училище „Сейнт Пол“ в Крамлингтън в продължение на две години.
Стинг прави джаз вечери през уикендите и по време на почивките от колежа и преподаването, свирейки с Финикс Джазмен, Нюкасъл Биг Бенд и Ласт Екзит. Получава прякора си от навика си да носи черно-жълт пуловер с ивици с Финикс Джазмен. Ръководителят на оркестъра Гордън Соломон го смята за приличащ на пчела (или според самия Стинг, „помислиха, че приличам на оса“), което води до името „Стинг“ („Жилото“). В документалния филм Bring On the Night от 1985 г. журналист го нарича „Гордън“, на което той отговаря: „Децата ми ме наричат Стинг, майка ми ме нарича Стинг, кой е този персонаж Гордън?“ Въпреки това той избира да не промени законно името си на „Стинг“.

## Музикална кариера

### 1977 – 1984 г.: Полис и ранна солова работа
През януари 1977 г. Стинг се премества от Нюкасъл в Лондон и се присъединява към Стюарт Копланд и Хенри Падовани (скоро заменен от Анди Съмърс), за да формира музикалната група Полис. От 1978 г. до 1983 г. те имат пет албума, оглавяващи класациите в Обединеното кралство, печелят шест награди „Грами“ и две награди „Брит“ (за най-добра британска група и за изключителен принос към музиката). Първоначалното им звучене е вдъхновено от пънк рока, но преминават към реге рока и минималистичния поп. Последният им албум Synchronicity е номиниран за пет награди „Грами“, включително за Албум на годината през 1983 г. Той включва най-успешната им песен "Every Breath You Take", написана от Стинг.
Според Стинг, който се появява в документалния филм Last Play at Shea, той решава да напусне Полис, докато е на сцената по време на концерта на 18 август 1983 г. на Стадион „Ший“ в Ню Йорк, защото смята, че свиренето на това място е „Еверест“. Въпреки че никога не се разпада официално, след Synchronicity групата се съгласява да се концентрира върху солови проекти. С годините членовете ѝ и особено Стинг отхвърлят възможността за събиране. През 2007 г. обаче групата се събира и прави турне.
Четири от петте студийни албума на Полис се появяват в списъка на сп. „Ролинг Стоун“ за 500-те най-велики албума на всички времена и две от песните на групата, „Every Breath You Take“ („Всеки дъх, който поемаш“) и „Roxanne“ („Роксан“), дело на Стинг, се появяват в 500-те най-добри песни на всички времена на списанието. Освен това тези две песни са сред 500-те песни на Залата на славата на рокендрола. През 2003 г. групата е въведена в Залата на славата на рокендрола. Те също са включени в списъците на сп. „Ролинг Стоун“ и Ви Ейч Уан за „100-те най-велики изпълнители на всички времена“.
През 1978 г. Стинг си сътрудничи с членовете на групите Хоукайнд и Гонг като Радио актьорите върху единствения им сингъл „Nuclear Waste“ („Ядрени отпадъци“). През септември 1981 г. той прави първата си солова изява на живо през всичките четири вечери на четвъртия бенефис на Амнести Интернешънъл „Другият бал на тайния полицай“ в лондонския театър „Дрюри Лейн“ по покана на продуцента Мартин Луис. Изпълнява солови версии на "Roxane" и "Message in a Bottle" („Писмо в бутилка“). Той също така ръководи звездна група (наречена „Тайната полиция“) на собствения си аранжимент на песента "I Shall Be Released" на Боб Дилън. Групата и хорът включват Ерик Клептън, Джеф Бек, Робин Гиб, Фил Колинс, Боб Гелдоф и Мидж Юр, всички от които (с изключение на Бек) по-късно работят върху Лайв ейд. Неговите изпълнения са в албума и филма на шоуто. Другият бал на тайния полицай започва нарастващото му участие в политически и социални каузи. През 1982 г. той издава солов сингъл „Spread a Little Happiness“ („Разпръсни малко щастие“) от филма за телевизионната пиеса на Денис Потър Brimstone and Treacle. Песента е повторно изпълнение на мюзикъла от 1920 г. Mr. Cinders от Вивиан Елис и е хит в Топ 20 в Обединеното кралство.

### 1985 – 1989 г.: Солов дебют
Първият солов албум на певеца The Dream of the Blue Turtles („Мечтата на сините костенурки“) от 1985 г. включва джаз музиканти, включително Кени Къркланд, Дарил Джоунс, Омар Хаким и Бранфорд Марсалис. Той включва хитовите сингли „If You Love Somebody Set Them Free“ („Ако обичаш някого, го освободи“) (подкрепен с песента, която не е на LP-то „Another Day“), „Fortress Around Your Heart“ („Крепост около сърцето ти“), „Love Is the Seventh Wave“ („Любовта е седмата вълна“) и „Russians“ („Руснаци“), последната от които е базирана на тема от Сюитата на Лейтенант Киже на Сергей Прокофиев. В рамките на година албумът става три пъти платинен. Номиниран е за „Грами“ за албум на годината, най-добро мъжко поп вокално изпълнение, най-добро джаз инструментално изпълнение и най-добър инженерен запис.
През ноември 1984 г. Стинг участва в песента на Бенд ейд "Do They Know It's Christmas? („Знаят ли, че е Коледа?“), която събира пари за жертвите на глада в Етиопия от 1983-1985 г. Издаден през юни 1985 г., Стинг пее припева "I Want My MTV" („Искам моята Ем Ти Ви“) в песента "Money for Nothing" на Дайър Стрейтс. През юли 1985 г. Стинг изпълнява хитове на Полис на концерта на Лайв ейд на Стадион „Уембли“ в Лондон. Той също се присъединява към Дайър Стрейтс в песента "Money for Nothing" и прави два дуета с Фил Колинс. През 1985 г. той пее вокали за албума на Майлс Дейвис You're Under Arrest („Арестуван си“), поемайки ролята на френскоговорещ полицай. Той също така пее беквокали в сингъла на група Аркадия "The Promise", в две песни от албума на Фил Колинс No Jacket Required и участва с "Mack the Knife" („Мак Ножът“) в продуцирания от Хал Уилнър трибютен албум Lost in the Stars: The Music of Kurt Weill. През септември 1985 г. изпълнява "If You Love Somebody Set Them Free" на Видео музикалните награди на Ем Ти Ви в Радио Сити Мюзик Хол в Ню Йорк. Филмът Bring On the Night от 1985 г., режисиран от Майкъл Аптед, документира формирането на неговата соло група и първия ѝ концерт във Франция.
Стинг пуска албума ...Nothing Like the Sun („...Нищо като слънцето“) през 1987 г., включително синглите „We'll Be Together“ („Ще бъдем заедно“), „Fragile“ („Крехък“), „Englishman in New York“ („Англичанин в Ню Йорк“) и „Be Still My Beating Heart“ („Бъди все още моето биещо сърце“), посветени на наскоро починалата му майка. Той става двойно платинен. Песента „The Secret Marriage“ („Тайният брак“) от албума е адаптирана от Ханс Айслер, а „Englishman in New York“ е за английския интелектуалец-хуморист Куентин Крисп. Заглавието на албума е взето от Сонет 130 на Уилям Шекспир. Албумът печели наградата за най-добър британски албум на Наградите „Брит“ през 1988 г. и през 1989 г. получава три номинации за „Грами“, включително втората му поредна номинация за албум на годината. "Be Still My Beating Heart" печели номинации за Песен на годината и Най-добро мъжко вокално поп изпълнение. През 1989 г. ... Nothing Like the Sun е класиран на номер 90, а албумът на Полис Synchronicity е класиран на номер 17 в 100-те най-велики албума на сп. „Ролинг Стоун“ от 1980-те г.
През февруари 1988 г. Стинг прави миниалбума Nada como el sol - четири песни от Nothing like the Sun, които пее на испански и португалски. През 1987 г. джаз аранжорът Джил Еванс го поставя в биг бенд за концертен албум с песни на Стинг, а през 1988 г. на Broadway the Hard Way на Франк Запа изпълнява аранжимент на „Murder by Numbers“ („Убийство чрез числа“), поставен на песента „Stolen Moments“ от Оливър Нелсън и посветен на евангелиста Джими Суагарт. През октомври 1988 г. Стинг записва версия на "The Soldier's Tale" („Войнишка приказка“) на Игор Стравински с Лондонската симфоничен оркестър, дирижирана от Кент Нагано. Включва Ванеса Редгрейв, Иън Маккелън, Джана Нанини и Стинг като Войника.

### 1990 – 1997 г.: По-голям солов успех
Неговият албум от 1991 г. The Soul Cages („Душевни клетки“) е посветен на покойния му баща. Включва "All This Time" („През цялото това време“) и заглавната песен, спечелила „Грами“. Албумът става платинен. Той включва и италианската версия на Mad About You. Текстът е написан от неговия приятел Дзукеро. След това песента е включена в албумите на Дзукеро Overdose d'amore/The Ballads (1999) и в Zu & Co. (2004). Също през 1991 г. Стинг се появява в Two Rooms: Celebrating the Songs of Elton John and Bernie Taupin. Той изпълнява „Come Down in Time“ („Слез навреме“)  за албума, който включва и други популярни изпълнители и техните изпълнения на песни на Джон/Топен. На следващата година се жени за актрисата Труди Стайлър и получава почетна докторска степен по музика от Университет „Нортумбрия“ .
Четвъртият албум на Стинг Ten Summoner's Tales („Десет приказки на Съмнър“) достига второ място в класациите за албуми на Обединеното кралство и САЩ през 1993 г. и става три пъти платинен за малко повече от година. Албумът е записан в елизабетинския му селски дом Лейк Хаус в Уилтшър. Той е номиниран за наградата „Мъркюри“ през 1993 г. и за „Грами“ за албум на годината през 1994 г. Заглавието е игра на думи с неговата фамилия Съмнър и „The Summoner's Tale“ – един от „Кентърбърийските разкази на Джефри Чосър. Хитовите сингли в албума включват „Fields of Gold“ („Златни поля“) – песен, вдъхновена от ечемичните полета до дома му в Уилтшър, като музикалният видеоклип включва силуета на Стинг, който върви през село, съдържащо обичайните характеристики в Обединеното кралство през това време, като например червената телефонна кабина, и "If I Ever Lose My Faith in You" („Ако някога загубя вяра в теб“), която му печели втората награда за най-добър поп певец на 36-те награди „Грами“.
През май 1993 г. той прави кавър версия на собствената си песен "Demolition Man" („Разрушител“) от албума на Полис Ghost in the Machine за филма „Разрушителят“. Заедно с Брайън Адамс и Род Стюарт Стинг изпълнява "All for Love" („Всички за любовта“) за филма „Тримата мускетари“. Песента остава на върха на американските класации в продължение на три седмици, оглавява множество други класации по света и достига номер две в Обединеното кралство. През февруари Стинг печели две награди „Грами“ и е номиниран за още три. Музикалният колеж „Бъркли“ му присъжда втората му почетна докторска степен по музика през май. През ноември той издава сборния албум Fields of Gold: The Best of Sting, който е сертифициран като двойно платинен. През същата година пее с Ванеса Уилямс в "Sister Moon" („Сестра Луна“) и се появява в нейния албум The Sweetest Days. На наградите „Брит“ през 1994 г. в Лондон Стинг е най-добрият британски изпълнител.
Албумът на Стинг от 1996 г. Mercury Falling („Падащ Меркурий“) има силен дебют, като сингълът „Let Your Soul Be Your Pilot“ достига номер 15 в Класацията на синглите на Обединеното кралство, но албумът скоро изпада от класациите. Той достига Топ 40 в Обединеното кралство с още два сингъла същата година – „You Still Touch Me“ (№27 през юни) и „I Was Brought To My Senses“ (№31 през декември). Песента "I'm So Happy I Can't Stop Crying" („Толкова съм щастлив, че не мога да спра да плача“) от този албум също става хит на кънтри музиката в САЩ през 1997 г. във версия с Тоби Кийт. Стинг записва музика за филма на Дисни Kingdom of the Sun, който е преработен в „Омагьосаният император“. Основните промени във филма и промените в сюжета са документирани от съпругата му Труди Стайлър, като някои песни не са използвани. Също през 1996 г. той пее за сингъла на Тина Търнър "On Silent Wings" („На тихи криле“) като част от нейния албум Wildest Dreams. През същата година изпълнението му с бразилския композитор/изпълнител Антониу Карлус Жобим в „How Insensitive“ е в благотворителния албум срещу СПИН Red Hot + Rio, продуциран от Организация „Ред Хот“. Стинг си партнира с гръцкия певец Йоргос Даларас на концерт в Атина. „Moonlight“ („Лунна светлина“) – рядко джаз изпълнение на Стинг за римейка на филма „Сабрина“ от 1995 г., написан от Алън Бергман, Мерилин Бергман и Джон Уилямс, е номиниран за наградата „Грами“ през 1997 г. за най-добра песен, написана за филм или телевизия. На 4 септември 1997 г. Стинг изпълнява "I'll Be Missing You" („Ще ми липсваш“) с Пъф Деди на Видео музикалните награди на Ем Ти Ви в знак на почит към Ноториъс Би Ай Джи. На 15 септември 1997 г. се появява на концерта Music for Montserrat в Роял Албърт Хол в Лондон, свири с Пол Маккартни, Елтън Джон, Ерик Клептън, Фил Колинс и Марк Нопфлър.

### 1998 – 2005 г.: албумBrand New Dayи саундтрак
Следва период на относително музикално бездействие от 1997 г., преди Стинг в крайна сметка да се появи отново през септември 1999 г. с нов албум Brand New Day („Съвсем нов ден“), който му дава още два британски топ 20 хита в заглавната песен „Brand New Day“ (британски номер 13 хит с участието на Стиви Уондър на хармоника) и „Desert Rose“ („Пустинна роза“) (хит номер 15 в Обединеното кралство). Албумът става тройно платинен до януари 2001 г. През 2000 г. печели награда „Грами“ за албума и едноименната песен. На церемонията по награждаването той изпълнява „Desert Rose“ със своя сътрудник по албумната версия Чеб Мами.
През 2000 г. е издаден саундтракът на „Омагьосаният император“ с пълни песни от предишната версия на филма. Последният сингъл, използван за популяризиране на филма, "My Funny Friend and Me" („Моят смешен приятел и аз“), е първата номинация на Стинг за „Оскар“ за най-добра песен.
През февруари 2001 г. певецът печели още една „Грами“ за песента "She Walks This Earth (Soberana Rosa)" („Тя върви по тази Земя (Soberana Rosa)“) на A Love Affair: The Music Of Ivan Lins. Неговата "After the Rain Has Fallen" („След като е паднал дъждът“) влиза в Топ 40. Следващият му проект е концертен албум във вилата му във Филине Валдарно, издаден като CD и DVD, както и излъчван в Интернет. CD-то и DVD-то е трябвало да бъдат озаглавени On Such a Night и да включват преработки на любими песни на певеца като "Roxanne" и "If You Love Somebody Set Them Free". Концертът, планиран за 11 септември 2001 г., е променен поради терористичните атаки в Америка. Уебкастът спира след една песен (преработена версия на „ Fragile“), след което Стинг оставя публиката да реши дали да продължи шоуто. Тя решава да продължи и албумът и DVD-то се появяват през ноември като All This Time, посветен на всички загубили живота си в този ден. Той изпълнява „Fragile“ с Йо-Йо Ма и Хора на Мормонския табернакъл по време на церемониите по откриването на Зимните олимпийски игри през 2002 г. в Солт Лейк Сити, Юта, САЩ.
През 2002 г. печели наградата „Златен глобус“ за "Until..." („Докато...“) от филма „Кейт и Леополд“. Написана и изпълнена от него, "Until..." е втората му номинация за „Оскар“ за най-добра песен. На Наградите „Брит“ 2000 през февруари Стинг получава наградата за изключителен принос към музиката. През май 2002 г. получава наградата „Айвър Новело“ за цялостно творчество от Британската академия на текстописците, композиторите и авторите. През юни е включен в Залата на славата на авторите на песни. В почестите за рождения ден на кралицата през 2003 г. Стинг е награден с Ордена на Британската империя за заслуги към музикалната индустрия. На 54-те награди „Еми"“ през септември Стинг спечели наградата „Еми“ за изключително индивидуално представяне във вариететна или музикална програма, за неговия специален филм по канал A&E, Sting in Tuscany... All This Time („Стинг в Тоскана... През цялото това време“).
През 2003 г. Стинг издава Sacred Love („Свещена любов“) – студиен албум, включващ сътрудничество с хип-хоп изпълнителката Мери Джей Блайдж и изпълнителката на ситар Анушка Шанкар. Той и Блайдж печелят „Грами“ за дуета си „Whenever I Say Your Name“ („Веки път когато казвам името ти“). Песента е базирана на Praeambulum 1 C-Major (BWV 924) на Йохан Себастиан Бах от Klavierbuechlein fuer Wilhelm Friedemann Bach, въпреки че Стинг казва малко за тази адаптация. Албумът няма хитови сингли като предишните му издания. През 2004 г. той е номиниран за трети път за „Оскар“ за най-добра песен за „You Will Be My Ain True Love“ („Ти ще бъдеш моята истинска любов“) от „Студена планина“, изпята в дует с Алисън Краус. Двамата изпълняват песента на 76-ата церемония по връчване на наградите „Оскар“.
Автобиографията му Broken Music е публикувана през октомври. Той предприема турнето Sacred Love през 2004 г. с изпълнения на Ани Ленъкс. Стинг тръгва на турнето, обикаляйки по-малки зали, с група от четирима души, започвайки в Лос Анджелис на 28 март 2005 г. и завършвайки на 14 май 2005 г. Той е в компактдиска Monkey Business от 2005 г. на хип-хоп групата Блек Айд Пийс, пеейки в "Union", който семплира неговата песен Englishman in New York. Продължавайки с Лайв ейд, той се появява на Live 8 в Хайд Парк, Лондон през юли 2005 г.

### 2006 – 2010 г.: Експериментални албуми и събиране на Полис
През 2006 г. Стинг участва в албума на Грег Кофи Браун с „Lullaby to an Anxious Child“ („Приспивна песен за тревожно дете“), продуцирана и аранжирана от Лино Николози и Пино Николози от Николози Пръдакшънс.

През октомври 2006 г. Стинг издава албум, озаглавен Songs from the Labyrinth („Песни от лабиринта“), включващ музиката на Джон Доуланд (композитор от Елизабетинската епоха) и акомпанимент от босненския лютнист Един Карамазов. Изпълнението на Стинг на този английски ренесансов композитор и сътрудничеството му с Карамазов водят до признание в класическата музика. Като промоция на този албум той се появява в петия епизод на Студио 60, за да изпълни част от „Come Again“ („Ела отново“) на Даунленд, както и собствената си песен „Fields of Gold“ в аранжимент за глас и две архилютни.
На 11 февруари 2007 г. той се събира отново с Полис, за да открие наградите „Грами“ за 2007 г., пеейки "Roxanne", и обявява повторно турне, чийто първи концерт е във Ванкувър на 28 май 2007 г. за 22 000 фенове. Полис са на турне повече от година, като започват със Северна Америка и преминават в Европа, Южна Америка, Австралия, Нова Зеландия и Япония. Билетите за британското турне се разпродават за 30 минути, а групата свири две вечери на стадион „Туикенам“ в Югозападен Лондон на 8 и 9 септември 2007 г. Последният концерт е в Медисън Скуеър Гардън на 7 август 2008 г., на който трите му дъщери се появяват с него. Продуцентът на документални филми от Торонто Ванеса Дилин, която продуцира филма The Musical Brain с участието на невролога Даниел Левитин, се обръща към Стинг относно филма. Стинг се интересува от сканиране на мозъка му, докато звучи различна музика. „Brand New Day“ е последната песен на вечерта за Бала на квартала – един от десетте встъпителни балове в чест на американския президент Барак Обама в деня на встъпването му в длъжност, 20 януари 2009 г., и към Стинг се присъединява Стиви Уондър на хармоника.
Стинг влиза в студиото в началото на февруари 2009 г., за да започне работа по новия си албум If on a Winter's Night... („Ако в зимна нощ...“), издаден през октомври 2009 г. Първоначалните отзиви от фенове, които имат достъп до ранни промоционални копия, са смесени и някои от тях поставят под съмнение артистичното ръководство на Стинг в този албум. През 2009 г. Стинг се появява на концерта по повод 25-ата годишнина на Залата на славата на рокендрола, изпълнявайки "Higher Ground" и " Roxanne" със Стиви Уондър и "People Get Ready" с Джеф Бек. Самият Стинг е включен през 2003 г. като член на Полис в Залата на славата на рокендрола.
През октомври 2009 г. Стинг изнася концерт в Ташкент, Узбекистан, за фестивал на изкуствата и културата, организиран от Фондация „Форум за култура и изкуства на Узбекистан“. Въпреки че твърди, че смята, че концертът е спонсориран от УНИЦЕФ, той се сблъсква с критики в пресата, че е получил заплащане между 1 и 2 млн. паунда от президента на Узбекистан Ислам Каримов за изпълнението. Каримов е обвинен от ООН и Амнести в нарушаване на човешките права, а УНИЦЕФ заявява, че няма връзка със събитието.

### 2010 – 2016 г.: албумLast Shipи съвместни турнета с Пол Саймън и Питър Габриел
През 2010–2011 г. Стинг продължава турнето си Symphonicity Tour, обикаляйки Южна Корея, Япония, Австралия, Нова Зеландия, Южна Америка и Европа. През втората половина на 2011 г. той започва своето турне Back to Bass, което продължава (с периодични прекъсвания) през 2013 г. През октомври 2010 г. Стинг изнася два концерта в Арнем, Холандия, за Symphonica in Rosso. През 2011 г. сп. „Тайм“ го обявява за един от 100-те най-влиятелни хора в света. На 26 април той изпълнява "Every Breath You Take", "Roxanne" и "Desert Rose" на 100 Гала на Тайм в Ню Йорк.
Стинг записва песен, наречена "Power's Out" („Изгасна токът/силата“) с Никол Шерзингер. Песента, първоначално записана през 2007 г., трябва да бъде включена в отложения албум на Шерцингер Her Name is Nicole. Песента е издадена в дебютния албум на Шерцингер от 2011 г. Killer Love. Стинг записва нова версия на песента „Let Your Soul Be Your Pilot“ като дует с актьора/певец на Клуб „Веселие“ Матю Морисън, която се появява в едноименния дебютен албум на Морисън от 2011 г. На 15 септември 2011 г. Стинг изпълнява "Fragile" на 92-ра улица Y в Ню Йорк, за да почете паметта на своя приятел, финансист-филантроп Херман Сандлър, който загива при атентатите на 11 септември.
В продължение на няколко години Стинг работи върху мюзикълa Last Ship, вдъхновен от детските му преживявания и корабостроителната индустрия в Уолсенд. The Last Ship разказва история за смъртта на британската корабостроителна индустрия през 1980 г. в Нюкасъл ъпон Тайн и дебютира в Чикаго през юни 2014 г., преди да се прехвърли на Бродуей през есента. Единадесетият студиен албум на Стинг, озаглавен The Last Ship („Последният кораб“), е вдъхновен от пиесата, излиза на 24 септември 2013 г. Той включва гост изпълнители с корени в Североизточна Англия, включително Брайън Джонсън, вокалист на Ей Си/Ди Си.
През февруари 2014 г. Стинг предприема съвместно концертно турне, озаглавено On Stage Together с Пол Саймън, като има 21 концерта в Северна Америка. Турнето продължава в началото на 2015 г. с десет концерта в Австралия и Нова Зеландия и 23 концерта в Европа, завършващи на 18 април 2015 г. На 26 юни 2015 г. в Берген, Норвегия (на фестивала Берген Колинг), Стинг предприема 21-дневно соло турне в Европа през лятото на 2015 г. в Тронхайм, Норвегия (на Olavsfestdagene), като посещава Дания, Франция, Германия, Испания, Португалия, Италия и Швеция.
На 28 август 2015 г. излиза "Stolen Car" („Открадната кола“) – дует с френската певица Милен Фармер. Това е кавър версия от седмия самостоятелен студиен албум на Стинг от 2003 г. Sacred Love и служи като първи сингъл от десетия студиен албум на Фармър Interstellaires. При излизането си песента отива направо на номер 1 във френските класации за изтегляне на музика на Ай Тюнс, а впоследствие достига номер 1 в основната френска класация за сингли и дава на Стинг първия му номер 1 във Франция. През 2016 г. Стинг прави 19-дневно съвместно концертно лятно турне в Северна Америка с Питър Гейбриъл.

### 2016 – 2020 г.: албуми57th & 9th,44/876иMy Songs
На 18 юли 2016 г. е обявен първият рок албум на Стинг от много години. 57th & 9th („57-ма и 9-та“) е пуснат на 11 ноември 2016 г. Заглавието е препратка към кръстовището в Ню Йорк, което той пресича всеки ден, за да стигне до студиото, където е записана голяма част от албума. В него своя принос дават дългогодишните членове на групата Вини Колаюта, Доминик Милър, Джери Фуентес и Диего Навайра от Ласт Бандолерос. На 9 ноември 2016 г. Стинг изнася две концерта в Ървинг Плаза в Манхатън, Ню Йорк, свирейки песни от 57th & 9th за първи път на живо на концерт: шоуто „57th & 9th iHeartRadio Album Release Party“ и ексклузивно шоу за фен клуба на Стинг по-късно същата вечер. 57th & 9th Tour – световното турне в театри, клубове и арени в подкрепа на албума (със специални гости синът му Джо Съмнър и Ласт Бандолерос) стартира на 1 февруари 2017 г. в Комодор Балрум във Ванкувър и продължава през октомври.
На 4 ноември 2016 г. ръководството на театър Батаклан обявява, че Стинг ще изнесе ексклузивен концерт в Париж на 12 ноември 2016 г. за повторното откриване на Батаклан година след терористичната атака в залата. Бившият китарист на Полис – французинът Хенри Падовани, се присъединява към групата на сцената за "Next to You" („До теб“) – един от бисовете.
Стинг е обявен за съвместен носител на наградата „Полар Мюзик“ за 2017 г. – шведска международна награда, която се дава като признание за отлични постижения в света на музиката. Комисията по награждаването заявява: „Като композитор Стинг комбинира класически поп с виртуозно музикално майсторство и отвореност към всички жанрове и звуци от цял свят.“ През 2018 г. той планира музикално и разказващо представление в Музея на изкуството „Метрополитън“ в чест на художника от Хъдсън ривър Томас Коул.
На 7 февруари 2018 г. Стинг участва като специален гост на италианския музикален фестивал в Санремо, изпявайки „Muoio per te“ – италианската версия на „Mad About You“ („Луд по теб“), чийто текст е написан от неговия приятел и колега Дзукеро, и „Don Make Me Wait“ („Не ме карай да чакам“) с Шаги. 44/876 – първият студиен албум на Стинг и Шаги като дует, който е издаден през април 2018 г. На 21 април 2018 г. Стинг е сред изпълнителите, които свирят на партито за рождения ден на Кралицата, проведено в Роял Албърт Хол.
14-ият албум на Стинг, озаглавен My Songs („Моите песни“), излиза на 24 май 2019 г. Той съдържа 14 студийни и една концертна, презаписани версии на негови песни, издадени през соловата му кариера и времето му с Полис. В подкрепа на албума световното му турне My Songs Tour започва на 28 май 2019 г. в Сен Музикал в Париж и завършва на 2 септември 2019 г. в Кит Карсън Парк в Таос, Ню Мексико. Серия концерти с 16 дати от 22 май до 2 септември 2020 г. в Сизърс Палас в Лас Вегас, Невада, е пренасрочена поради COVID-19, като първата дата се провежда на 29 октомври 2021 г. Неговите 6 нощи в Лондонския паладиум са пренасрочени за април 2022 г.
На 14 април 2020 г. Стинг записва дуетен кавър на песента на Полис „Message in a Bottle“ с момичешката група Ол Сейнтс. Същата година музикантът се появява в песента „Simple“ („Просто“) от миниалбума Pausa на Рики Мартин.

### 2021 – 2023 г.: албумиDuetsиThe Bridge
На 19 март 2021 г. Стинг издава Duets („Дуети“) – сборен албум, включващ 17 песни в сътрудничество с различни изпълнители, включително Ерик Клептън, Мери Джей Блайдж, Шаги, Ани Ленъкс и Сам Мур. Няколко заглавия, записани за албума, в крайна сметка са изключени от него, като "Simple" в изпълнение с Рики Мартин, "Message in a Bottle" с Ол Сейнтс, Spirits с Пато Бантън от филма „Ейс Вентура: Повикът на дивото“ и "Always on Your Side" („Винаги на твоя страна“) в дует с Шерил Кроу.
Стинг издава 15-ия си студиен албум The Bridge („Мостът“) на 19 ноември 2021 г. Предшестван е от издаването на водещия сингъл „If It's Love“ („Ако е любов“) на 1 септември 2021 г. Стинг написва набора от поп-рок песни „в година на глобална пандемия, лична загуба, раздяла, прекъсване, блокиране и изключителни социални и политически сътресения“. На 20 ноември 2021 г. сингълът му „What Could Have Been“ („Какво е можело да е“) с Рей Чен е включен в третия епизод на анимационния сериал на League of Legends на име Arcane; сингълът е издаден същия ден. Стинг открива The Game Awards 2021 – наградите за видеоирги с песента;
През февруари 2022 г. Стинг си сътрудничи с шведската диджей супергрупа Суидиш Хаус Мафия, издавайки песен и музикален видеоклип, озаглавен „Redlight“ („Червена светлина“). Песента използва текст от хита на Полис от 1979 г. „Roxanne“ с мрачно електронно усещане. Стинг се появява в музикалното видео, като песента е част от новия албум на супергрупата Paradise Again. През февруари 2022 г. е обявено, че Юнивърсъл Мюзик Груп е закупила каталога на Стинг със солови произведения и тези с Полис за неразкрита сума. Сп. „Форбс“ го класира като най-добре платения солов музикант за 2022 г. с приблизителни приходи от 210 млн. долара.
Уолстрийт Джърнъл съобщава, че Стинг е имал частно изпълнение на 17 януари 2023 г. пред петдесет висши ръководители на Майкрософт на Световния икономически форум през 2023 г. в Давос. На следващия ден Майкрософт обявява плановете си да съкрати 10 000 души. „Някои служители решиха, че не е подходящият момент за концерт на Стинг, спонсориран от компанията“, пишат Том Дотан и Сам Шехнер. „Темата на събитието беше устойчивостта.“ Събитието бързо стана вирално.

## Личен живот
Стинг се жени за актрисата Франсис Томелти на 1 май 1976 г. Двамата имат две син Джоузеф (р. 23 ноември 1976 г.), музикант, който свири и с него, и дъщеря Фуския Катрин „Кейт“ (р. 17 април 1982 г.) Съмнър. През 1980 г. Стинг се мести в в Голуей, Ирландия, за да избегне плащането на високи данъци. През 1982 г., след раждането на второто му дете, той се разделя с Томелти. Двамата се развеждат през 1984 г. след аферата на Стинг с нейната приятелка, актрисата Труди Стайлър. Стинг се жени за Стайлър в Службата по вписванията в Камдън, Лондон, на 20 август 1992 г. и двойката се жени два дни по-късно в енорийската църква от 12. век „Свети Андрей“ в Грейт Дърнфорд, Уилтшър, Югозападна Англия. Стинг и Стайлър имат четири деца (двама сина и две дъщери), три от които са родени преди брака: Бриджит Майкъл „Мики“ (р. 19 януари 1984 г.), Джейк (р. 24 май 1985 г.), Елиът Полина „Коко“ (р. 30 юли 1990 г.), и Джакомо Люк (р. 17 декември 1995 г.) Съмнър. Коко е основателка и вокалистка на групата Ай Блейм Коко. Джакомо Люк е вдъхновението зад името на коня Джакомо, спечелил Кентъки Дерби.
През април 2009 г. Списъкът на богатите на „Сънди Таймс“ оценява богатството на Стинг на 175 млн. паунда и го класира като 322-ия най-богат човек във Великобритания. През 2019 г. същият списък го оценява на 320 млн. паунда, което го прави един от десетте най-богати хора в британската музикална индустрия.
И двамата родители на Стинг умират от рак: майка му през 1986 г., а баща му през 1987 г. Той не присъства на нито едно от погребенията, за да не привлича интереса на медиите към тях.
Стинг притежава няколко имота по целия свят, включително Лейк Хаус и неговото имение от 60 акра близо до Солсбъри, Уилтшър, мезонет в небостъргача „220 Сентрал Парк Саут“ в Ню Йорк и имението Вила „Паладжо“ във Филине Валдарно, Тоскана. В имението в Тоскана Стинг произвежда вино „Кианти“ и зехтин и притежава пицария и винен бар.
В продължение на много години той бяга по 8 km на ден и  прави аеробни упражнения. Участва в състезания по бягане на Парламент Хил, Лондон, и в благотворителни бягания (включително Рейс агейнст тайм за Спорт ейд през 1986 и 1988 г.). Около 1990 г. Дани Парадайз го въвежда в йогата и той започва да практикува Ащанга виняса йога, въпреки че после практикува също Тантра и Дживамукти йога. Стинг пише предговора към Yoga Beyond Belief  – книга на Ганга Уайт от 2007 г. През 2008 г. се съобщава, че той практикува техниката на трансценденталната медитация на Махариши Махеш Йоги. Освен това практикува редовно пилатес. Афинитетът на Стинг към йогата допринася за слуховете за сексуалната му мощ, включително предполагаем осемчасов секс със съпругата му. Историята произлиза от интервю със Стинг и Боб Гелдоф, в което ги питат кой как се представя в леглото: Гелдоф отбелязва, че той е „3-минутен човек", но Стинг казва, че може да издържа часове благодарение на йога.
Стинг е запален шахматист. За да събере пари за Фондация Rainforest, той играе срещу гросмайстора по шах Гари Каспаров в демонстративна игра през 2000 г. на 5 шахматни дъски в телевизионното студио на Ей Би Си на Таймс Скуеър в Ню Йорк заедно с четиримата си колеги от неговата група: Доминик Милър, Джейсън Ребело, Крис Боти и Ръс Ъруин. Каспаров побеждава и петимата едновременно в рамките на 50 мин. Стинг играе последен и е победен след 45 хода.
През 1969 г. певецът прочита готическо-фентъзи трилогията Gormenghast на английския писател Мервин Пийк и по-късно купува правата за филма. Той кръщава домашни любимци, състезателен кон, издателската си компания и една от дъщерите си (Фуския, в книгите всъщност Фуксия) на герои от книгите.
Стинг подкрепя футболния клуб от Висшата лига „Нюкасъл Юнайтед“, идващ от родния му град, и през 2009 г. подкрепя кампания на привържениците срещу плана на собственика Майк Ашли да продаде правата за именуване на домашния стадион на клуба „Сейнт Джеймсис Парк“. Той пише песента "Black and White Army (Bringing The Pride Back Home)" в подкрепа на клуба.
В интервю за сп. „Тайм“ през 2011 г. той казва, че е агностик и че сигурността на религиозната вяра е опасна.
На 6 април 2018 г. певецът заема длъжността на Jurade de Saint-Émilion и следователно става посланик, помагайки за разширяването на имиджа на вината Сент Емийон по света.
Стинг има звезда на Холивудската алея на славата за постиженията и приноса си в областта на музиката.
Известният кечист Стив Бордън също използва псевдонима „Стинг“. Интересното е, че в миналото той е притежавал правата върху този псевдоним, но певецът ги е откупил.
Стинг е много добър производител на вино, вината му се ценят високо от водещите световни експерти.

## Дискография

### Соло

#### Студийни  албуми
- The Dream of the Blue Turtles (1985)
- ...Nothing Like the Sun (1987)
- The Soul Cages (1991)
- Ten Summoner's Tales (1993)
- Mercury Falling (1996)
- Brand New Day (1999)
- Sacred Love (2003)
- Songs from the Labyrinth (2006)
- If on a Winter's Night... (2009)
- Symphonicities (2010)
- The Last Ship (2013)
- 57th & 9th (2016)
- 44/876 (с Шаги) (2018)
- My Songs (2019)
- The Bridge (2021)

#### Концертни албуми
- Bring on the Night (1986)
- Acoustic Live in Newcastle (1991)
- ... All This Time (2001)
- The Journey and the Labyrinth (2007)
- Live in Berlin (2010)
- Live at the Olympia Paris (2017)

#### Сборни албуми
- Fields of Gold: The Best of Sting 1984–1994 (1994)
- The Very Best of Sting & The Police (1997)
- The Very Best of Sting & The Police (осъвременен) (2002)
- Songs of Love (2003)
- 25 Years (2011)
- The Best of 25 Years (2011)
- Duets (2021)

#### Миниалбуми
- Nada como el sol (1988)
- Demolition Man (1993)
- Five Live (1994)
- Live at TFI Friday EP (1996)
- Still Be Love in the World (2001)

### С Полис

#### Студийни албуми
- Outlandos d'Amour (1978)
- Reggatta de Blanc (1979)
- Zenyatta Mondatta (1980)
- Ghost in the Machine (1981)
- Synchronicity (1983)

#### Концертни албуми
- Live! (1995)
- Certifiable: Live in Buenos Aires (2008)
- Around the World (2022)

#### Сборни албуми
- Every Breath You Take: The Singles (1986)
- Their Greatest Hits (1990)
- Greatest Hits (1992)
- Every Breath You Take: The Classics (1995)
- The Very Best of Sting & The Police (1997)
- The Very Best of Sting & The Police (осъвременен) (2002)
- The Police (2007)
- Flexible Strategies (2018)

#### Миниалбуми
- Voices Inside My Head (Remixes) (1995)

## Филмография

### Музикални видеоклипове
- If You Love Somebody, Set Them Free
- Love is the Seventh Wave
- Russians
- Be Still My Beating Heart
- Englishman in New York
- They Dance Alone (Gueca Solo)
- Fragile
- We'll Be Together
- All This Time
- Mad About You
- Why Should I Cry for You?
- The Soul Cages
- Fields of Gold
- If I Ever Lose My Faith in You
- Seven Days
- It's Probably Me (ft. Ерик Клептън)
- Demolition Man
- Shape of My Heart
- Let Your Soul Be Your Pilot
- You Still Touch Me
- I'm So Happy I Can't Stop Crying
- Desert Rose (ft. Чеб Мами)
- After the Rain Has Fallen
- Brand New Day
- Until
- Send Your Love
- Whenever I Say Your Name (ft. Мери Джей Блайдж)
- Stolen Car (Take Me Dancing) (Radio Version) Милен Фармер ft Стинг
- Stolen Car (Take Me Dancing) (B Recluse Mix) ft. Туиста
- Stolen Car (Take Me Dancing) (Batson-Doc WilI.I.Am Remix) (ft. уил.ай.ем)
- Stolen Car (Take Me Dancing) (Radio Version)
- When We Dance
- Sting - Dead Man’s Boots (Live At The Public Theater)
- I Can't Stop Thinking About You
- One Fine Day
- Message In A Bottle (Live)
- Rushing Water
- If It's Love
- Just One Lifetime, с Шаги
- Don't Make Me Wait, с Шаги
- Gotta Get Back My Baby, с Шаги (ft Метр Джимс)
- September, с Дзукеро
- Por Su Amor, с Курт
- Redlight, със Суидиш Хаус Мафия
- Rise & Fall Крейг Дейвид ft Стинг
- Rise & Fall (Studio Version) Крейг Дейвид ft Стинг
- Mama Гаши ft Стинг
- Reste Джимс ft Стинг
- Always on Your Side Шерил Кроу ft Стинг
- Mother Nature Анжелик Киджо ft Стинг
- 2 In A Million със Стив Аоки и Шейд ̈
- All for Love с Браян Адамс и Род Стюарт̈

### Като актьор
- Quadrophenia (1979) – The Ace Face, the King of the Mods, a.k.a. the Bell Boy във филмовата адаптация на албума на Who
- Radio On (1979) – просто като Еди
- The Great Rock 'n' Roll Swindle (1980) – лидер на Блоу Уейвс. Кадрите са изрязани, но по-късно се появяват отново във версията на DVD и в документалния филм The Filth and the Fury (2000).
- Artemis 81 (1981) – ангел Хелит (Би Би Си тв филм)
- Brimstone and Treacle (1982) – Мартин Тейлър, моряк
- Dune (1984) – Фейд-Рота Харконен
- Titus Groan (1984) – Стирпайк (BBC Radio 4 излъчване, базирано на романа на Мервин Пийк)
- Gormenghast (1984) – Стирпайк (BBC Radio 4 излъчване, базирано на романа на Мервин Пийк)
- Plenty (1985) – Мик, търговец
- The Bride (1985) – барон Франкенщаин
- Walking to New Orleans (1985) – уличен музикант, пеещ Moon Over Bourbon Street.
- Julia and Julia (1987) – Даниел, британски джентълмен
- The Adventures of Baron Munchausen (1988) – героичен офицер
- Stormy Monday (1988) – Фини, собственик на нощен клуб
- 3 Penny Opera (1989) – Макхийт
- The Grotesque (1995), a/k/a Gentlemen Don't Eat Poets and Grave Indiscretion – Фледж
- Lock, Stock and Two Smoking Barrels (1998) – Дж. Д. – баща на Еди и собственик на бар
- The Last Ship (2014) – Джаки Уайт
- Kaamelott: The First Chapter (2021) – Хорса

### Като себе си
- Urgh! A Music War (1982)
- Bring On the Night (1985)
- Saturday Night Live (1991) – водещ, различни
- The Simpsons (еп. "Radio Bart") (1992)
- The Smell of Reeves and Mortimer (Еп. 5) (1995)
- The Larry Sanders Show (еп. "Where Is the Love?") (1996)
- Ally McBeal season (еп. "Cloudy Skies, Chance of Parade") (2001)
- Everyone Stares: The Police Inside Out (2006)
- Studio 60 on Sunset Strip (2006)
- Vicar of Dibley Comic Relief special (2007)
- Bee Movie (2007)
- Little Britain USA (2008)
- Brüno (2009)
- Still Bill (2009)
- Do It Again (2010)
- Life's Too Short (2011)
- 2012: Time for Change (2011)
- Can't Stand Losing You: Surviving the Police (2012)
- The Michael J. Fox Show (2013) (пеещ "August Wind" от The Last Ship)
- 20 Feet from Stardom (2013)
- Zoolander 2 (2016)
- Have a Good Trip: Adventures in Psychedelics (2020)
- Only Murders in the Building (2021)
- The Book of Solutions (2023)

## Концерти в България
- София, НДК (1996)[151]
- Несебър (2006)
- София, Герена (2011)
- София, Арена Армеец (2017)
- Пловдив, Античен театър (2018)